# Dare mo shiranai
Dare mo Shiranai (誰も知らない, lit. «Ningú en sap»), també coneguda en anglès com Nobody Knows, és una pel·lícula dramàtica japonesa de l'any 2004, basada en el cas d'abandó dels nens de Sugamo de 1988. El film és dirigit per Hirokazu Koreeda i protagonitzat per Yūya Yagira, Ayu Kitaura, Hiei Kamura, Momoko Shimizu, Hanae Kan i l'actriu veterana You.
Dare mo Shiranai conta la història de quatre nens japonesos; Akira, Kyōko, Shigeru i Yūki, les edats del qual vacil·len entre els 12 i 5 anys. Els nens són germanastres i cadascun d'ells té pares diferents. Com que els tres nens més petits viuen en el departament il·legalment i sense el coneixement o permís del propietari, no poden sortir o ser vistos fora d'aquest i tampoc assisteixen a l'escola. La seva mare els deixa sols durant setmanes i mesos, per a finalment no tornar. Forçats a sobreviure pel seu compte, els nens només poden confiar en l'altre per a enfrontar els múltiples desafiaments que se'ls presenten.
La pel·lícula va ser estrenada per primera vegada al 57è Festival Internacional de Cinema de Canes el 12 de maig de 2004, i posteriorment ho va ser als cinemes japonesos el 7 d'agost de 2004. Va ser ben rebuda per la crítica i va recaptar més d'11 milions de dòlars a nivell global. Va guanyar diversos premis, en particular el de «Millor actor» a Cannes, així com els premis a «Millor pel·lícula» i «Millor director» en la 47a edició dels Hochi Film Award. Yūya Yagira, de llavors catorze anys, es va convertir en l'actor més jove a guanyar la categoria de «Millor actor» en tota la història de Canes. Yagira también fue el primer —y hasta el momento el único— actor japonés en ganar esta categoría.

## Argument
Keiko Fukushima (You) és una mare jove que es muda a un nou apartament al costat dels seus quatre fills, tres dels quals ha de portar d'amagat i mantenir-los en secret per poder conservar el lloguer. Només el gran, Akira (Yūya Yagira), és conegut per l'amo, mentre que els més petits, Shigeru (Hiei Kamura) i Yūki (Momoko Shimizu) són amagats en maletes. La filla gran, Kyōko (Ayu Kitaura), s'uneix a ells per separat viatjant amb tren. Els nens anhelen anar a escola, però els està prohibit sortir de la llar per a evitar ser vists per l'amo, i Akira és l'únic que pot fer-ho lliurement. Keiko gairebé mai és a la casa, explicant als seus fills que té molta feina quan al que realment es dedica és a sortir de festa i a visitar al seu nou nuvi. A causa d'això, Akira ha de cuidar dels seus germans i fer-se càrrec del manteniment de la llar. Les coses canvien abuptamente quan la seva mare deixa una nota acomiadant-se al costat d'una mica de diners i marxa per uns mesos. Akira passa a ser el cap substitut de la família de la nit al dia. No obstant això, a penes aconsegueixen subsistir i els diners escasseja al poc temps, i Akira ha de demanar diners als possibles pares de Yūki. Afortunadament, la seva mare torna poc després amb regals per als seus fills.
Keiko li diu a Akira que té un nou nuvi i que després de casar-se, ella i els nens podrien portar una vida normal. Keiko marxa novament, sota la promesa que tornaria pel Nadal. Tal com era d'esperar Keiko no compleix la seva promesa, i Akira i Kyōko han d'exercir el rol de pares una vegada més. Akira aviat descobreix que la seva mare s'ha casat i els ha abandonat, encara que decideix no explicar-ho als seus germans. Els diners aviat tornen a escassejar i sofreixen moltes limitacions, els seus menjars consisteixen en fideus instantanis comprats en una botiga local. En l'aniversari de Yūki, la petita demana anar a l'estació de tren a esperar a la seva mare, convençuda que vindria. La seva mare no apareix, però en el camí de retorn Akira li promet a la seva germana que un dia la portaria al monorraíl de Tòquio per veure com enlairen els avions a l'aeroport de Haneda.
Més endavant, Akira forja amistat amb dos nens de la seva edat, amb qui juga amb videojocs. Amb freqüència, tots dos venen a la casa d'Akira per jugar i aquest comença a descurar als seus germans, al mateix temps que els seus llaços es tiben. No obstant això, la seva amistat s'acaba quan els dos nens porten Akira al minimercat i allí l'insten a robar. Akira es nega a fer-ho i els dos nois el deixen. Després d'això, Akira deixa sortir als seus germans i juguen en un parc pròxim. També els permet visitar el minimercat i comprar coses que els agraden.
En arribar la primavera, les factures s'han acumulat i els serveis de telèfon, electricitat, gas i aigua són suspesos. En conseqüència, els nens es veuen obligats a fer ús del bany públic del parc per rentar-se, fer les seves necessitats i beure aigua de l'aixeta, a mesura que la depressió es va apoderant de cadascun d'ells. És en un d'aquests viatges que Shigeru comença una conversa amb una estudiant de secundària que pateix assetjament escolar, Saki (Hanae Kan), qui aviat es fa amiga de tots els germans. Saki els visita amb freqüència i ocasionalment els ajuda. No obstant això, quan Saki s'ofereix a guanyar diners per ells visitant una sala de karaoke amb un home gran, Akira se'n distancia i rebutja els diners que li ofereix. L'estiu s'acosta i els diners continuen molt ajustats. El punt més extrem de la pel·lícula ocorre amb la mort de la petita Yūki a causa d'una caiguda d'una cadira, mentre intentava aconseguir unes plantes al balcó. Akira i Saki introdueixen el cos de Yūki en una maleta i l'enterren prop de l'aeroport de Haneda, des d'on poden veure's els avions que tant anhelava contemplar la petita. La pel·lícula acaba amb Akira, Kyōko, Shigeru i Saki caminant junts a casa.

## Repartiment
- Yūya Yagira com Akira Fukushima (福島 明),[6] el fill gran de Keiko, de dotze anys d'edat. El seu pare, a qui no recorda, treballa a l'aeroport de Haneda. Akira va tenir una certa relació amb el seu pare quan era petit, però segons diu la seva mare, els va abandonar a tots dos i no ha expressat cap classe de preocupació cap al seu fill o ella mateixa des de llavors. També és qui es converteix en el cap de la família després del posterior abandó de la seva mare, cuidant dels seus germans petits i lluitant diàriament per subsistir.
- Ayu Kitaura com Kyōko Fukushima (福島 京子),[6] la filla gran de la família, d'onze anys d'edat. El seu pare és un productor musical i somia amb tenir un piano propi, motiu pel qual s'obstina a estalviar diners. Kyōko està a càrrec de les tasques domèstiques, com ara rentar i tendir la roba.
- Hiei Kimura com Shigeru Fukushima (福島 茂),[6] el tercer fill. És un nen molt entremaliat i la raó per la qual van haver de mudar-se a un nou apartament.
- Momoko Shimizu com Yūki Fukushima (福島 ゆき),[6] la filla menor de la família. Yuki té cinc anys i ningú sap qui és realment el seu pare biològic. Gaudeix de dibuixar i menjar dolços de xocolata. Mor després de caure d'un tamboret i va ser enterrada prop de la pista de l'aeroport de Haneda per Akira i Saki.
- Hanae Kan com Saki Mizuguchi (水口 紗希),[6] una estudiant de secundària. Es fa amiga dels germans Fukushima i sovint els ajuda. Pateix d'assetjament escolar per part de les seves companyes de classe, per la qual cosa contínuament se salta les seves classes i passa l'estona en un parc, lloc on coneix als nens.
- You com Keiko Fukushima (福島 けい子),[6] la mare dels nens, als qui abandona per casar-se amb el seu nou nuvi i no torna a veure'ls. Ocasionalment envia diners als seus fills.
- Kazumi Kushida com Tadashi Yoshinaga (吉永 忠志),[6] el propietari de l'apartament on viuen els nens. Desconeix l'existència dels altres fills de Keiko, té únicament coneixement del major, Akira.
- Yukiko Okamoto com Eriko Yoshinaga (吉永 江理子),[6] la jove esposa del propietari.
- Sei Hiraizumi com el mánager del minimercat.[7] que confon Akira amb un lladre.
- Ryō Kase com un empleat del minimercat.[7] Coneix la situació d'Akira i els seus germans. També li dona a Akira sobres de sushi per portar a casa cada vegada que aquest visita la botiga.
- Yūichi Kimura com Sugihara,[7] un taxista i possible pare de Yuki.
- Kenichi Endō com un empleat d'un centre de pachinko[7] i possible pare de Yuki.

## Història verídica

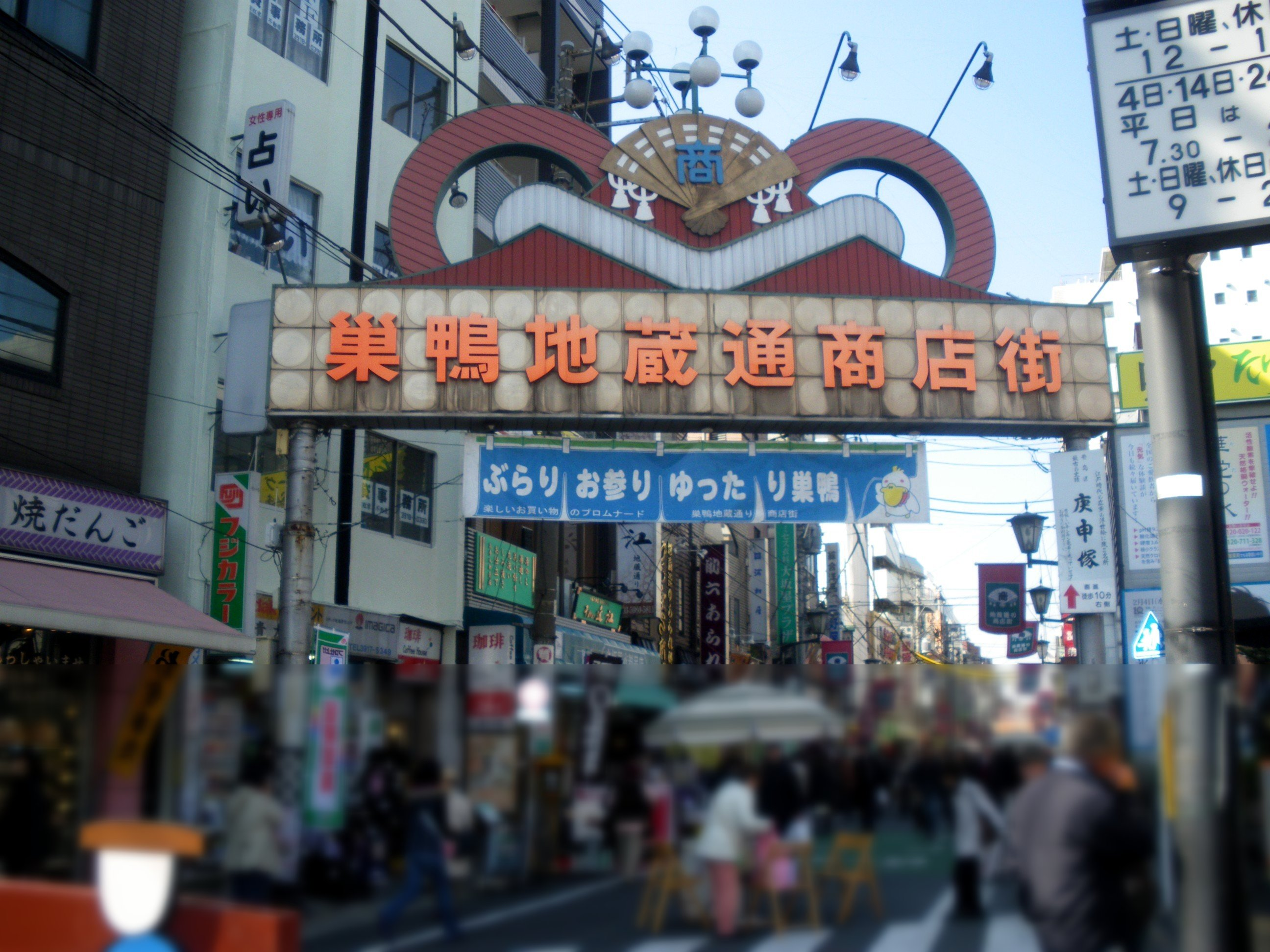
Sugamo, on va tenir lloc el cas.

La pel·lícula està basada en el cas d'abandó dels nens de Sugamo. El succés va ocórrer al Japó en 1987. Una mare jove va abandonar als seus quatre fills, cadascun d'un pare diferent, per anar-se a viure amb el seu nou nuvi, deixant-los 50.000 iens per a les despeses que poguessin tenir. Cap dels nens assistia a l'escola i cap, excepte el gran, constava en el registre civil. L'abril del 1988, la nena més petita va morir a causa d'un assalt per part d'un dels amics del seu germà gran, la qual cosa en la pel·lícula s'explica amb un accident de la nena caient d'una cadira. Mesos després, uns oficials van entrar a l'apartament alertats pel propietari i els trobar-vos severament desnodrits. La mare dels nens va ser acusada d'abandó infantil i condemnada a tres anys de presó. No obstant això, en complir amb la condemna, va recuperar la custòdia de les seves dues filles. El fill gran va ser acusat d'abandó del cos de la seva germana, però no va ser condemnat donades les circumstàncies. D'altra banda, tant l'amic d'aquest que va matar a la nena petita com el que va ajudar a enterrar el cos van ser enviats a un reformatori.

## Producció

### Desenvolupament
D'acord amb el que s'ha dit pel director del film, Hirokazu Koreeda, encara que Dare mi Shiranai s va inspirar en la història real del cas d'abandó dels nens de Sugamo, no és una història fàctica, i només alguns fets i el final de la pel·lícula es basen en la història real.
Koreeda va redactar i va revisar diversos guions durant més de 15 anys. També es va dedicar a conèixer als actors i volia que els joves membres de l'elenc interactuessin entre si, creixessin i expressessin les seves personalitats lliurement, amb la menor influència d'adults possible. Koreeda tampoc va usar mètodes habituals d'estructuració i localització, sinó que en canvi va utilitzar una càmera discreta per a mostrar com vivien els nens quan ningú estava mirant. A més, en descobrir que l'actriu Momoko Shimizu, qui interpretava a Yuki, li agradaven més els dolços "Apollo Choco" que els pocky de maduixa tal com estava estipulat en el guió, Koreeda el va canviar per a comoditat de l'actriu. També va optar per no fer una pel·lícula "per a sentir-se bé", encara que és el costum de les pel·lícules japoneses d'aquest tipus, sinó que va preferir desfer-se de qualsevol element sentimental i tornar-la estoica. Koreeda va comentar que volia que l'audiència "s'emportés alguna cosa" de la pel·lícula.

### Preproducció
Koreeda va organitzar extenses audicions per escollir als quatre nens principals; i cap dels actors triats eren professionals. Durant el càsting, una nena petita va entrar amb sandàlies sorolloses. A Koreeda li va agradar tant que lava incorporar al personatge de Yuki quan aquesta buscava a la seva mare. Tampoc els va donar als nens explicacions detallades dels seus rols, perquè volia que fossin naturals.

### Filmació
La filmació va durar més d'un any i es va estendre des de la tardor de 2002 fins a l'estiu de 2003. Va ser filmada cronològicament i el 70% de la història es desenvolupa en un estret departament de Tòquio (amb cada habitació construïda específicament per la pel·lícula). El departament es va llogar especialment durant un any per al rodatge, i els assistents de filmació vivien en el departament quan no s'utilitzava per filmar. Koreeda va dir que durant el llarg període de filmació, va intentar construir una relació de confiança entre ell i els nens, i també entre els propis nens. Durant els descansos de filmació, se'ls va demanar als nens que escrivissin en els seus diaris sobre el que estaven pensant, des de la pel·lícula fins a les seves pròpies preocupacions quotidianes.

## Premis
- Selecció en concurs oficial i premi d'interpretació masculina per Yûya Yagira durant el 57è Festival Internacional de Cinema de Canes.
- Esperó d'or al Festival de Cinema de Gand 2004.
- Premi a la millor pel·lícula als Hochi Film Award 2004.
- Premi a la millor pel·lícula i millor director als Premis Blue Ribbon 2005.
- Premi a la millor pel·lícula, millor revelació masculina per Yûya Yagira i millor paper secundari femení per You, als Premis Kinema Junpo 2005.